# Asiagomphus
Genre
Asiagomphus est un genre de libellules de la famille des Gomphidae (sous-ordre des Anisoptères).

## Liste d'espèces
Selon Catalogue of Life (19 avril 2020) :
- Asiagomphus acco Asahina, 1996
- Asiagomphus amamiensis Asahina, 1962
- Asiagomphus amicus Needham, 1930
- Asiagomphus coreanus Doi & Okumura, 1937
- Asiagomphus corniger Morton, 1928
- Asiagomphus cuneatus Needham, 1930
- Asiagomphus gaudens Chao, 1953
- Asiagomphus giza Wilson, 2005
- Asiagomphus gongshanensis Yang, Mao & Zhang, 2006
- Asiagomphus hainanensis Chao, 1953
- Asiagomphus hesperius Chao, 1953
- Asiagomphus malayanus Karube, 1990
- Asiagomphus melaenops Selys, 1854
- Asiagomphus melanopsoides Doi, 1943
- Asiagomphus motuoensis Liu & Chao, 1990
- Asiagomphus nilgiricus Laidlaw, 1922
- Asiagomphus odoneli Fraser, 1922
- Asiagomphus pacatus Chao, 1953
- Asiagomphus pacificus Chao, 1953
- Asiagomphus perlaetus Chao, 1953
- Asiagomphus personatus Selys, 1873
- Asiagomphus pryeri Selys, 1883
- Asiagomphus septimus Needham, 1930
- Asiagomphus takashii Asahina, 1966
- Asiagomphus yayeyamensis Matsumura in Oguma, 1926

## Publication originale
- (en) Asahina Shōjirō, « A revisional study of Japanese and East Asiatic Gomphus species with the description of Asiagomphus gen. nov », Gekkan-Mushi, vol. 169,‎ 1985, p. 6–17.